# Agelaia electra
Agelaia electra är en getingart som beskrevs av Carpenter och Grim. 1997. Agelaia electra ingår i släktet Agelaia och familjen getingar. Inga underarter finns listade i Catalogue of Life.